# شهرستان شانگنینگ (سیچوآن)
شهرستان شانگنینگ (به انگلیسی: Changning County) یک شهرستان در چین است که در ایبلین واقع شده‌است. شهرستان شانگنینگ ۹۷۵ کیلومتر مربع مساحت و ۴۳۳٬۰۰۰ نفر جمعیت دارد و ۲۷۸ متر بالاتر از سطح دریا واقع شده‌است.